# Équilibre statique (physiologie)
Pour l’article homonyme, voir équilibre statique (mécanique).
Chez l'humain, l'équilibre statique dépend des réactions d’équilibre et des réactions de protection, et implique une interaction complexe entre les systèmes vestibulaire, proprioceptif, visuel et moteur. 

## Description
Dans le développement de l’enfant, l’acquisition de cette habileté favorise l’émergence de la station debout et d’autres habiletés motrices de haut niveau. On parle d’équilibre dynamique lorsqu’il s’agit de maintenir son équilibre en étant en mouvement alors que l’équilibre statique consiste à maintenir son équilibre tout en restant immobile. L’équilibre statique est sollicité plusieurs fois dans la journée d’une personne, et ce, de manière inconsciente. Par exemple, il permet de se tenir en position assise ou debout sans bouger à travers des tâches comme couper des légumes pour une préparation de repas, prendre une douche, écouter en classe, etc.

## Evaluation
L’équilibre statique peut être évalué par des ergothérapeutes, des otorhinolaryngologiste, des psychomotriciens et des physiothérapeutes. Il n’y a pas d’outil qui évalue exclusivement l’équilibre statique, mais plusieurs proposent des tâches qui s’y rapportent sans nécessairement y faire mention explicitement. Par exemple, dans le domaine de la pédiatrie, le Bruininks-Oseretsky Test of Motor Proficiency (BOT-2) évalue plusieurs composantes motrices, dont l’équilibre, et possède des normes pour les enfants de 4 à 21 ans. Ce test comprend des tâches comme se tenir debout sur deux jambes, se tenir debout sur une jambe, se tenir debout talon-à-orteil sur une poutre, etc. Ces tâches sont graduées selon leur niveau de difficulté : plus la base de sustentation est petite, plus il sera difficile de maintenir l’équilibre. De plus, certaines d’entre elles sont effectuées les yeux fermés, privant ainsi la personne de l’information visuelle contribuant au maintien de l’équilibre, celle-ci doit par conséquent se fier aux autres informations sensorielles.
L’évaluation de cette habileté permet ensuite de cibler les éléments problématiques qui seront adressés en réadaptation, selon le cas. Par exemple, des activités à caractère ludique adaptées aux capacités de l’enfant et graduées selon le niveau de difficulté peuvent être proposées pour améliorer l’équilibre statique : concours de celui qui reste le plus longtemps sur un pied, jouer à la statue, jouer à la « tague glacée », etc..